# Жураковский, Анатолий Евгеньевич
Анато́лий Евге́ньевич Журако́вский (4 марта (17 марта) 1897, Москва — 3 декабря 1937, урочище Сандармох, Медвежьегорский район, Карелия) — священник Русской православной церкви, духовный писатель, активный деятель и идеолог движения непоминающих в Киеве.

## Биография

### Детство и юность
Родился 4 марта 1897 года в Москве в семье интеллигентов: его отец, Евгений Петрович Жураковский, был педагогом, а мать, Ольга Васильевна Жураковская, участвовала в радикальном движении «шестидесятников». Первоначально семья жила в Москве, затем переехала в Тифлис.
С отроческих лет часто посещал храм и молился, несмотря на отрицательное отношение к этому родителей. В Тифлисской гимназии организовал православный кружок.
В 1911 году вместе с семьёй переезжает в Киев. В Киеве, ещё будучи гимназистом, посещал заседание Религиозно-философского общества, изучал богословие, читал святоотеческую литературу. В этот период большое влияние на него оказали известные киевские учёные, философы и богословы Василий Васильевич Зеньковский, Василий Ильич Экземплярский, Пётр Павлович Кудрявцев.

### Студент
Окончил гимназию в 1915 году, поступает на историко-филологический факультет Киевского университета, работал в Земском союзе.
В 1916 был мобилизован в армию, преподавал физику и математику в организованной для солдат школе при железнодорожном батальоне. На фронте не оставляет занятий богословием. В 1916 году пишет работу «К вопросу о вечных муках», а в 1917 году — «Евхаристический канон прежде и теперь», «Тайна любви и таинство брака», которые публикуются в издаваемом В. И. Экземплярским журнале «Христианская мысль».
В 1917 году демобилизовался по состоянию здоровья и продолжил обучение в Киевском университете.
Сотрудничал с известным православным миссионером архимандритом Спиридоном (Кисляковым), вместе с которым в начале 1918 года участвовал в помощи пострадавшим от обстрела Киева большевистскими войсками. В 1920 года окончил университет.

### Начало священнического служения

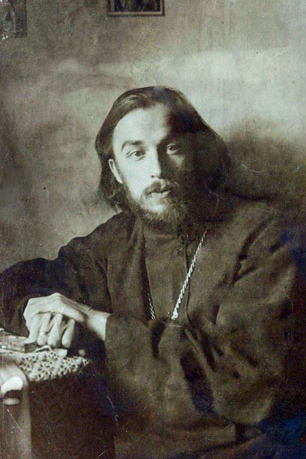

С 18 августа 1920 года в Успенском соборе Киево-Печерской лавры был рукоположён в сан священника. Первоначально служил в селе Красногорке под Киевом.
В 1921 года его перевели служить настоятелем в бывшую домовую церковь при приюте святой Марии Магдалины на углу Никольско-Ботанической и Паньковской улиц в Киеве.
Начинал служить в почти в пустом храме, куда приходило несколько старушек и девочек из соседских дворов. Талантливый проповедник и церковный писатель, участник диспутов с атеистами, он создал православную общину, в которую входили как пожилые люди, так и интересовавшаяся церковными проблемами интеллигентная молодёжь, которая получала знания от профессоров Экземплярского и Кудрявцева. Участники общины занимались благотворительностью, распространяли православную литературу, собирали материалы о преследовании верующих. Молодежь изучала богослужение, старалась войти в сердцевину церковной жизни. Участница общины Валентина Яснопольская вспоминала, что

о. Анатолий был незаурядным, широко образованным человеком, священником с огромным личным обаянием и даром слова. Его вечерние проповеди по вторникам всегда привлекали много народу. Молодёжь объединялась в различные кружки: от философских и до кружков по изготовлению игрушек, цветов и тому подобных изделий на продажу и для сбора средств в помощь больным, одиноким, неимущим. Идеалом для его прихожан стали общины первых веков христианства. Но в круг их интересов также входили и Кант, и Владимир Соловьёв, и Достоевский, и Всеволод Иванов. Существовала и группа по изучению богословия. С детьми велись занятия по Закону Божьему.

В марте 1922 года выступает на диспуте против теософов, читает доклад «Христос и мы». В мае 1922 году участвует в грандиозном диспуте на тему «Наука и религия», проходившем три дня (первый — в актовом зале университета; второй и третий — в помещении оперного театра). О. Анатолий заключил: «Вам принадлежит сегодняшний день… может быть, завтрашний… А нам принадлежит Вечность».
Такая деятельность не нравилась властям. Меньше чем через два года церковь закрыли, община получает помещение бывшего домового храма во имя св. Иоанна Златоуста при Религиозно-просветительском обществе.
В 1923 году был арестован и в мае выслан в Краснококшайск (ныне Йошкар-Ола), а в конце 1923 и храм святителя Иоанна Златоуста был закрыт.
Во время ссылки в Краснококшайске в 1923—1924 служил литургию на дому, затем в местном храме, написал эссе «Иуда». Был арестован и освобождён после трёхмесячного тюремного заключения.
Однако община продолжила своё существование до 1930 года, перейдя в храм святителя Николая Доброго на Подоле, настоятелем которого был о. Александр Глаголев. В этом же храме после возвращения в декабре 1924 из ссылки служил и иерей Анатолий Жураковский. С 1928 служил в Преображенской церкви на Павловской улице, настоятелем которой был архимандрит Спиридон (Кисляков). Вероятно, в этом году написал эссе «Илия Фесвитянин».

### В оппозиции митрополиту Сергию
Негативно отнёсся к вышедшей в 1927 году Декларации Заместителя Патриаршего местоблюстителя митрополита Сергия (Страгородского), предполагавшую полную лояльность советской власти. Был одним из главных сторонников «иосифлянского» движения в Киеве, в октябре 1928 года приезжал в Ленинград на встречу с одним из видных «иосифлянских» пастырей протоиереем Фёдором Андреевым. 21 октября 1928 году в одной из проповедей говорил:

Церковь лишена всякой свободы… Представители наши церковные, на обязанности которых лежало охранение верности и чистоты Евангельской истины, грубо ей изменили… Мы твёрдо можем сказать, что мы в нашей малочисленной Церкви не одиноки. Мы получили благословение архипастырское, и много епископов высказались против деятельности и угодничества высших представителей Церкви. Следовательно, наша Церковь является единой, преемственной, получившей благодать от Святого Духа… Все мы предстанем перед судом Единого Властителя, Повелителя, Архипастыря нашего Иисуса Христа. Мы предстанем пред Ним с единым лишь оправданием, что мы не исказили Его учения, свои преступления и грехи мы не возлагали на Него, мы не забрызгали грязью Его учение…

### В тюрьмах и ссылках
4 октября 1930 был арестован. Находился в киевской тюрьме Лукьяновке, затем переведён в Москву, где содержался на Лубянке и в Бутырской тюрьме. По одному делу с ним проходила и жена, Нина Сергеевна, арестованная 19 февраля 1931 в Москве. Почти все члены общины о. Анатолия также были арестованы. 3 сентября 1931 приговорён к расстрелу с заменой десятью годами лишения свободы. Отбывал заключение в Свирских лагерях, на Соловках, на Беломорском канале.
14 октября 1937 года был арестован, когда находился на трудовом поселении в Медвежьегорском районе Карелии. Заключён в тюрьму Петрозаводска, где 20 ноября 1937 года был приговорён к расстрелу «тройкой» при НКВД КАССР. 3 декабря был расстрелян на станции Медвежья гора (Сандармох).
В 1955 из Петрозаводской тюрьмы пришёл ответ, что он якобы скончался 10 октября 1939 года «от туберкулёза, осложнившегося воспалением лёгких».

## Богословские взгляды
Принадлежал к числу православных богословов, утверждавших, что спасение возможно для всех. Приводя пример восхищения апостола Павла до третьего неба (2Кор. 12:2-4), в вечность, и возвращения из неё, о. Анатолий писал:

Не вносит ли это допущение особой гармонии в понимание Евангельского учения, не рисует ли оно нам Бога, как любовь до конца? Грешники войдут в вечную муку, вопьют её всей полнотой своего существа, но будут мучиться не бесконечно. Настанет час и они выйдут из мучений, из сферы небытия. Таким образом, вечная мука существует, но её существование не исключает возможности всеобщего спасения. Ибо ад имеет значение очистительного, преходящего момента в развитии личности.

## Наследие и память
Его имя (без фамилии) было внесено в черновой поимённый список новомучеников и исповедников российских при подготовке канонизации, совершённой РПЦЗ в 1981 году. Однако сама канонизация не была поимённой, а список новомучеников был издан только в конце 1990-х годов.
30 ноября 1989 года реабилитирован прокурором Карельской АССР по году репрессий 1937.

## Труды
- Священник Анатолий Жураковский : Материалы к житию / (сост., вступ. ст. П. Г. Проценко). Paris : YMCA-PRESS, 1984
- Литургический канон теперь и прежде. М., 2005
- «Мы должны все претерпеть ради Христа…»: Проповеди, богословские эссе, письмо из ссылки к своей пастве. — М.: ПСТГУ, 2008. — 348 с.
- Мы спасаемся Его жизнью. Проповеди 1921—1930 гг. Статьи. — К.: Дух і літера, 2012. — 384 с.
- «Мне ничего не нужно, кроме Бога» (Стихи) / П. Г. Проценко. «К незакатному Свету». Анатолий Жураковский: пастырь, поэт, мученик. — М. : Православный Св.-Тихонов. гуманит. ун-т ; ЭКСМО. 2017. 784 с.